# سجد (جزين)
سُجد هي إحدى القرى اللبنانية من قرى قضاء جزين في محافظة الجنوب.

وتطل بلدة سجد على اقليم التفاح وتقع على مرتفع فوق بلدة جرجوع

## وصلات خارجية
لمزيد من الإطلاع على أحوال هذه البلدة اللبنانية مراجعة موقعها الرسمي.
الموقع الرسمي للبلدة